# Anne Osmont
Anne Osmont, née le 2 août 1872 à Toulouse et morte le 13 mai 1953 à Paris, est une poétesse, romancière, critique littéraire et traductrice française. Elle s'inscrit dans le mouvement symbolique et s'intéresse à l'occultisme.

## Biographie

### Enfance et formation
Anne Françoise Eugénie Osmont, toulousaine, voit le jour le 2 août 1872. Elle est la fille d'Antoinette Espérou et Athanase Eugène Osmont, un négociant.
Elle suit des études de lettres classiques dans un pensionnat catholique, la pension Lafont aussi appelée école Montalembert-Notre Dame.

### Carrière littéraire
Après ses études, elle occupe un poste de journaliste dans la presse méridionale à L'Art Méridional et le Messager de Toulouse publient ses premiers textes.
Elle devient la maîtresse de Laurent Tailhade, et écrit la préface de Poèmes élégiaques, Vitraux (illustrations de Madeleine Leroux gravées par Louis Maccard, préface d'Anne Osmont, Paris, Association et cercle Grolier, 1926).
Elle s'installe à Paris en 1898 et collabore à La Fronde. Puis, elle devient critique en 1902 pour le théâtre à La revue d’art dramatique et pour la musique à la revue L'Essai. Elle fréquente Ernest Raynaud et Paul Verlaine. Elle publie des nouvelles dans Le Journal des débats politiques et littéraires (L’enchanteur le 23 septembre 1924). En 1907, le jury féminin de la Vie Heureuse (actuel Prix Femina) couronne et édite son recueil de poésies : Nocturnes.
Durant la décennie suivante, elle adapte des scénarios de film en roman pour des revues grand public.
Elle est aussi traductrice et romancière.
Dans les années 1930, ses écrits dans la presse et ses conférences portent sur le symbolisme, la métaphysique et la magie. Elle pratique la projection de son double astral. Elle écoute des personnalités du monde de l'occultisme à Paris comme Emma Calvé qui chante, le physiologiste Charles Henry de l'Ecole Pratique des Hautes Etudes ou le maître hypnotiseur Hector Durville et sa revue Initiation et Science. Avec François Charles Barlet connu comme Albert Faucheux, elle étudie auprès de Max Théon et son organisation occulte The Hermetic Brotherhood of Luxor.
C'est dans la nature qu'elle trouve inspiration et consolation « Femme et souvent attristée par la vie, j'ai trouvé de grandes consolations dans la Nature, surtout aux heures intimes du soir, et dans la musique qui leur ressemble si étrangement. Le soir est l'heure où l'on pense à Dieu et la musique porte vers lui. »

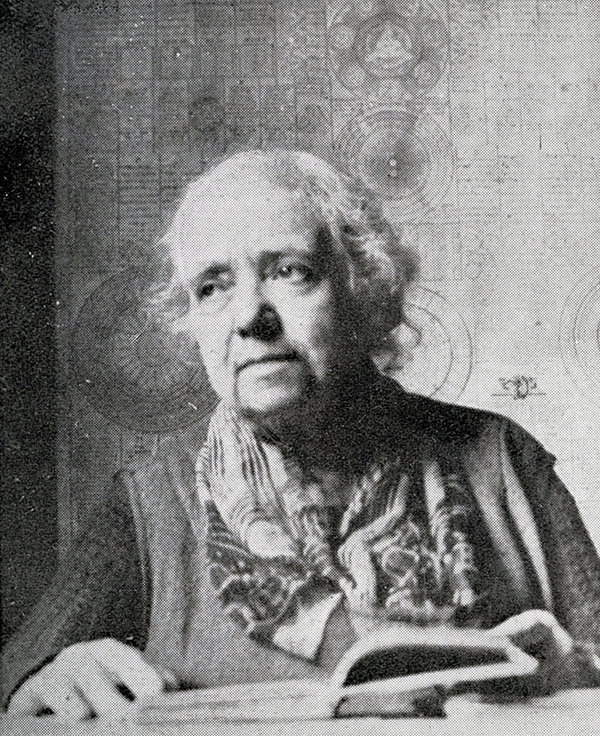
Anne Osmont âgée

Elle meurt le 13 mai 1953 à Paris d'une intoxication à la suite d'une fuite de gaz.

## Œuvres
- Musique, poème (Mercure de France, 15 11 1906) En ligne sur Gallica
- Nocturnes, recueil de poèmes, Hachette & Cie, Paris, mars 1907.  Le cahier de la deuxième épreuve corrigée (portant les cachets de l'Imprimerie (de Charles) Hérissey (et Fils) d'Evreux) joint à ce livre relié a été offert à son fils par sa mère[6]
- Le sequin d'or, roman. Hachette, 1908
- Petite histoire d'Angleterre de Gilbert Keith Chesterton ; traduction d'Anne Osmont. G. Crès, Paris 1922
- Le mouvement symboliste : Mallarmé, Villiers de l'Isle-Adam, Verlaine, Arthur Rimbaud, Jules Laforgue, René Ghil, Moréas et l'école romane ; préface de M. Ernest Raynaud. Maison du livre, Paris 1917 Lire en ligne
- Entretien composé à l'occasion du cinquième anniversaire de la mort de Frédéric Forthuny, le 25 juin 1924. Nogent-le-Rotrou : impr. de Daupeley-Gouverneur 1924
- Le langage des formes. H. Durville 1930
  - Le Symbolisme de la coupe, le langage des formes.
  - Le Symbolisme de la croix, le langage des formes.
  - Le Symbolisme du disque, le langage des formes
  - Le Symbolisme du glaive, le langage des formes
  - Le Symbolisme du sceptre, le langage des formes
  - Le Symbolisme du serpent, le langage des formes.
- Le Rythme, créateur de forces et de formes. Éditions des Champs-Élysées, 1942
- Plantes médicinales et magiques, Éditions des Champs-Élysées. 1944
- Traité de physiognomonie. Ariane (impr. de Chaix) 1946
- Clartés sur l'occultisme. Paris, Dervy 1947
- Le Pater : commentaires ésotériques Éditions des Champs-Élysées (Impr. de l'Omnium littéraire) 1949
- Envoûtements et exorcismes à travers les âges : rituel de défense. Précédé de Souvenirs personnels sur l'auteur par Sonia Bentkowski-Levritch / Paris, Omnium littéraire 1954
- Soixante années d'occultisme vécu, mes voyages en astral. Éditions des Champs-Élysées 1955